# Tagghudingar
Tagghudingar (Echinodermata, av grekiskans echinos, igelkott, och de'rma, hud) lever i havet, oftast på havsbotten, där de rör sig med slangfötter. De har ett yttre skelett av kalkplattor som ofta är täckt med taggar. Flera arter är giftiga. Cirka 7000 arter i stammen tagghudingar finns beskrivna. Tagghudingarna tillhör överstammen deuterostomier som även ryggsträngsdjuren tillhör.
Egendomliga hudbihang är spheridierna, ett sinnesorgan, och pedicellarierna, små av ett kalkskelett burna griporgan i form av tänger; de senare används både till försvar och till att hålla huden ren. 
Blodkärlsystemet är ofullständigt utbildat, och utgörs av laguner i kroppens bindväv. Det står inte i förbindelse med ambulakralsystemet.
Larverna simmar fritt pelagiskt och har en från det könsmogna djuret mycket avvikande byggnad. De har en geléartad, genomskinlig och bilateralt symmetrisk kropp.
Det finns fem olika grupper av tagghudingar: sjöstjärnor, sjöliljor, ormstjärnor, sjöborrar och sjögurkor. Alla utom sjöliljorna är djur som kryper på havsbotten med munnen neråt. Sjöliljorna däremot sitter fast med ett skaft i bottnen och har munnen uppåt. 
Tagghudingens skelett består av kalciumkarbonat. Om en tagghuding tappar en arm så växer den ut snabbt igen. 
De är skildkönade och saknar hjärna och huvud.
De flesta tagghudingar förökar sig genom att de sprutar ut sina spermier eller ägg i vattnet. Där möts äggen och sperma, det bildas då ett plankton. De sjunker sedan till bottnen och utvecklas till fullvuxna organismer. Detta kallas yttre befruktning.